# Ірландці США

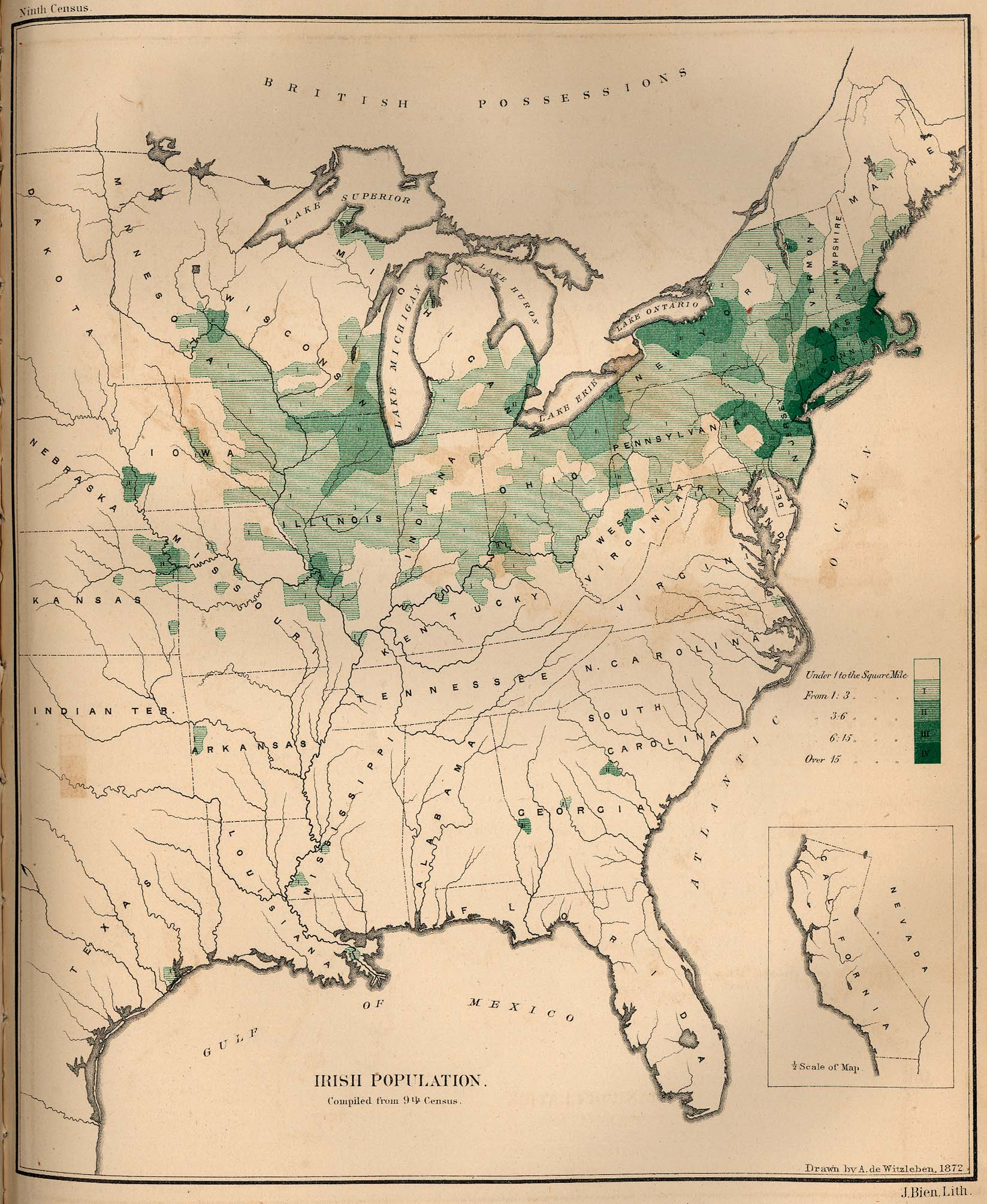
Щільність ірландського населення США (1872 рік)

Ірландські американці (ірл. Gael-Mheiriceánach) — громадяни Сполучених Штатів Америки, які зазначили своє ірландське походження. Згідно з американським переписом населення 2008 року їх кількість становила 36 278 332 особи, що становило 11,9% всього населення США. Приблизно ще 3,5 млн осіб (або 1,2% американців) зазначили своє шотландсько-ірландське походження.
Єдиною етнічною групою, яка за кількістю переважають ірландців у США є німці. Ірландське населення широко поширене як географічно, так і демографічно. Американці ірландського походження відіграють значну роль у місцевому і національному політичному житті з часу Війни за незалежність США: вісім ірландських американців підписали Декларацію незалежності США, а 22 американських президенти, від Ендрю Джексона до Барака Обами мають ірландське походження.

## Виноски
1. ↑  "United States - Selected Social Characteristics in the United States: 2008". Архів оригіналу за 7 січня 2012. Процитовано 26 листопада 2011. [Архівовано 2012-01-07 у Wayback Machine.]